# James Hamilton (1606-1649)
James Hamilton, I duque de Hamilton, miembro de la Orden de la Jarretera (19 de junio de 1606-9 de marzo de 1649), fue un noble escocés y un influyente líder militar durante la guerra civil escocesa. Leal a Carlos I de Inglaterra, murió ejecutado al estallar la revolución inglesa.

## Juventud y primeros años

### El joven Arran
James Hamilton, hijo de James Hamilton, marqués de Hamilton y de Lady Ann Cunningham, hija del conde de Glencairn, nació el 19 de junio de 1606 en Hamilton Palace, Lanarkshire. Tras la muerte de su tío abuelo, el conde de Arran, el joven James recibió el tratamiento de conde de Arran.

### Heredero al Trono
El joven James era pariente cercano de la princesa Maria, hija de Jacobo II de Escocia y María de Güeldres. En caso de que la Casa de Estuardo desapareciera, lo que parecía posible tras la muerte del príncipe de Gales en 1612, el joven conde de Arran se habría convertido en presunto heredero al trono de Escocia si algo le hubiera sucedido al joven Carlos, duque de Rothesay.

### Educación
La primera visita de Jacobo VI a Escocia tras la Unión de las Coronas tuvo lugar a principios de 1617, y parece ser que el monarca quedó encantado con el marqués, al que invitó a su corte de Londres. El marqués llegó a la capital inglesa en agosto de ese año, con su hijo de once años. Aunque, al igual que la mayoría de los hijos de la nobleza de la época disponía de un tutor privado, James Bale, no recibió demasiada educación formal durante su estancia en la corte en los siguientes años. Para remediar esto, Hamilton fue enviado al Exeter College de Oxford en 1621. Mal estudiante, regresó a la corte seis meses después.

### Matrimonio
Mientras tanto, el marqués había estado implicado en las intrigas de George Villiers, I duque de Buckingham. Al igual que todas las ambiciosas estrellas de la corte, Buckingham estaba ansioso por consolidar su fortuna por medio de alianzas con familias ricas y bien posicionadas. Buckingham propuso casar a su sobrina Mary, hija del vizconde Feilding, con el joven conde de Arran. Hamilton, pese a las dudas que le provocaban los bajos orígenes de Buckingham, decidió aceptar la propuesta y el 16 de junio de 1622, el joven Arran contraía matrimonio con Mary Feilding en presencia del rey. Arran no fue consultado acerca de la boda, lo que acabaría lamentando amargamente.
En 1623 Arran fue nombrado caballero de cámara del Príncipe de Gales y al año siguiente Lord Gran Mayordomo de la Casa Real.

## Marqués de Hamilton

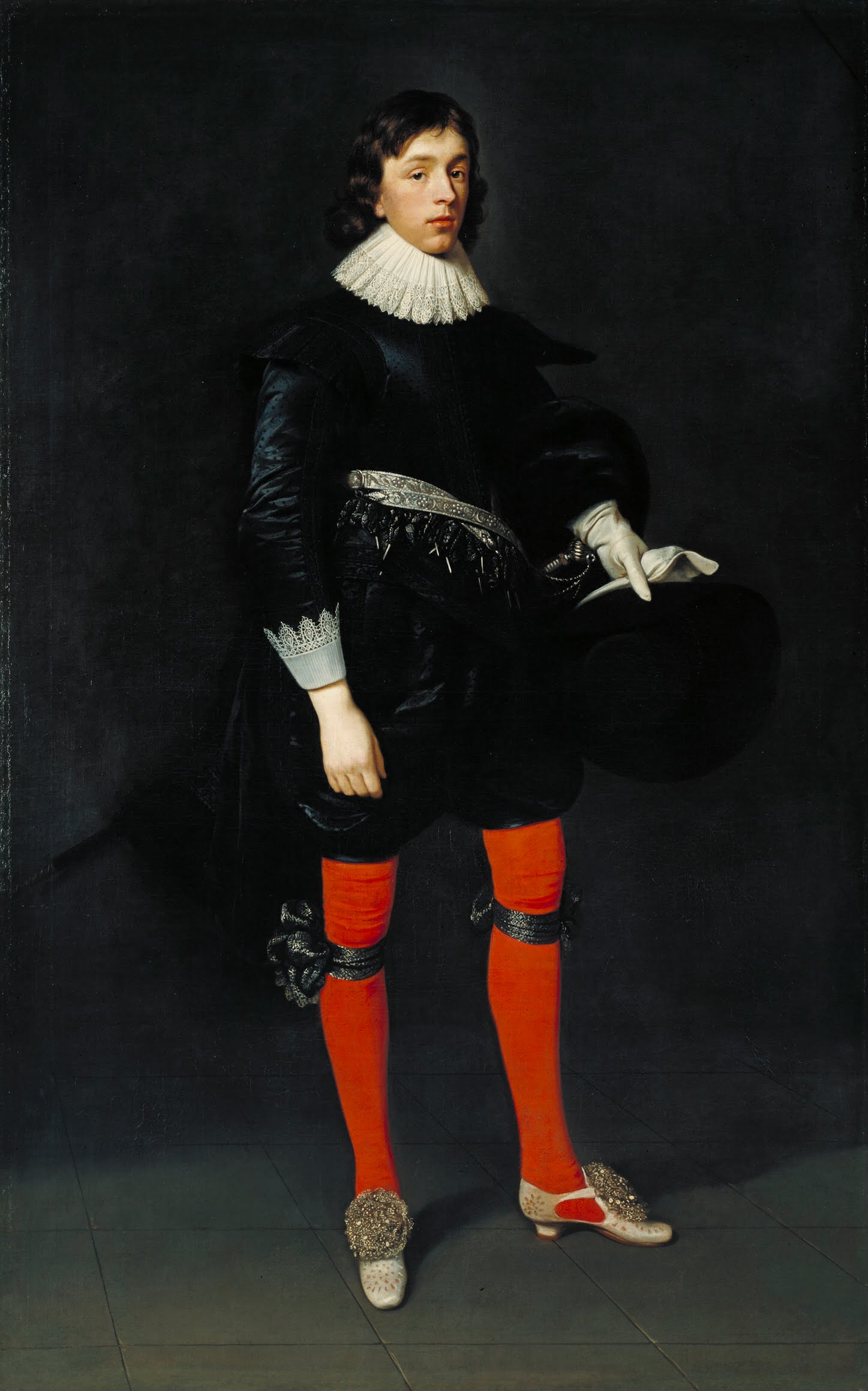
Daniël Mijtens, retrato de James Hamilton, I duque de Hamilton en 1623 (17 años)

En 1625, el marqués de Hamilton fallecía en Whitehall. Su muerte fue atribuida a la fiebre, aunque su juventud hizo sospechar a muchos un posible envenenamiento. El rey Jacobo falleció tres semanas después. El nuevo marqués recibió todos los títulos de su padre y la misma anualidad de 2 500 libras que percibía su padre. En la coronación de Carlos I, Hamilton portó la Espada del Estado en la abadía de Westminster.
En 1631, Hamilton se puso al frente de un ejército de 6 000 hombres para luchar en Alemania en favor de Gustavo II Adolfo de Suecia en la Guerra de los Treinta Años. Custodió las fortalezas del río Oder, mientras que Gustavo se enfrentaba al conde de Tilly en Breitenfeld, y después ocupó Magdeburgo, pero su ejército quedó diezmado por el hambre y las enfermedades, y tras el fracaso absoluto de la expedición regresó a Inglaterra en septiembre de 1634.
Se convirtió en el consejero principal de Carlos para los asuntos de Escocia. En mayo de 1638, tras el estallido de la revuelta contra el nuevo Libro de oración común, fue nombrado comisario para Escocia con el objetivo de apaciguar los ánimos. Describió a los escoceses como «poseídos por el diablo» y, en lugar de hacer lo posible por defender los intereses del rey, fue fácilmente intimidado por los líderes covenanters y convencido de que la resistencia a sus peticiones era imposible regresando finalmente a la corte para urgir a Carlos I a que las permitiera.
El 27 de julio de 1638, Carlos envió a Hamilton de vuelta a Escocia con nuevas propuestas para la elección de una asamblea y un parlamento, cuya primera sesión tuvo lugar en la catedral de Glasgow el 21 de noviembre de 1638 y que fue disuelto el 28 del mismo mes sin haber logrado resolver el problema escocés. Hamilton regresó a Inglaterra para dar cuenta del fracaso, dejando al enemigo triunfante y seguro en sus posiciones.
Llegada la guerra, Hamilton fue elegido para dirigir una expedición al Forth con el fin de amenazar el territorio en poder de los Convenanters. En mayo de 1639 consideró imposible poner en práctica el plan con probabilidad de éxito y fue llamado nuevamente a la corte en junio. El 8 de julio de 1639, tras una fría recepción en Edimburgo, dimitió de su puesto de comisarios. Apoyó la propuesta de Thomas Wentworth, conde de Strafford, de convocar al Parlamento Corto, pero, por otro lado, era un firme detractor de Strafford, al que consideraba enemigo de los escoceses.
Hamilton, que defendía ahora al partido parlamentario, deseaba una alianza con su país, y convenció a Carlos en febrero de 1641 para que aceptara alguno de sus líderes en el consejo. A la muerte de Strafford en mayo de 1641, Hamilton tuvo que enfrentarse con un nuevo enemigo en la persona de James Graham, conde de Montrose, que detestaba profundamente a Hamilton.
El 10 de agosto de 1641, Hamilton acompañó a Carlos durante su última visita a Escocia, con el propósito de forjar una alianza entre el monarca inglés y el marqués de Argyll para intentar conseguir el apoyo escocés frente al Parlamento; cuando esto fracasó, Hamilton abandonó al rey y se unió a Argyll.
Poco después fue descubierto un complot —conocido como el Incidente— para capturar a Argyll y a Hamilton y su hermano pequeño William, tras lo que ambos hermanos y Argyll huyeron de Edimburgo. James regresaría poco después, consiguiendo recuperar el favor y la confianza de Carlos, regresando con el rey a Londres en enero de 1642. En julio, Hamilton regresó a Escocia en una misión desesperada para evitar la intervención de Escocia en la inminente guerra civil inglesa.

## Duque de Hamilton
El 12 de abril de 1643, Carlos confirió a Hamilton, sobre el título de marqués, los títulos de duque de Hamilton, marqués de Clydesdale y conde de Cambridge, y las baronías de Aven e Innerdale, además de recuperar el título de conde de Arran.
Previamente, en febrero de 1643, había llegado de Escocia la propuesta de mediación entre Carlos y el Parlamento y Hamilton intentó liderar el proceso, pero fracasó ante el conde de Argyll. Su llegada a Oxford en diciembre de 1643 provocó algún resentimiento y fue hecho prisionero. En enero de 1644, todavía prisionero, fue trasladado al castillo de Pendennis y en 1645 a St Michael's Mount, donde fue liberado por las tropas de lord Fairfax el 23 de abril de 1646. Perdonado, Carlos le concedió el título de guardián de Holyroodhouse y continuó envuelto en negociaciones inútiles entre los escoceses y Carlos I en Newcastle.
Tras la prisión de Carlos por el Parlamento en 1647, Hamilton ganó influencia temporal y autoridad del parlamento escocés sobre Argyll, y condujo un gran ejército a Inglaterra en apoyo del rey el 8 de julio de 1648. Se distinguió por su lealtad al rey y comandó valientemente las tropas reales en la batalla de Preston, en la que fue hecho prisionero el 25 de agosto. Fue juzgado el 6 de febrero de 1649 y condenado a muerte el 6 de marzo por decapitación, sentencia ejecutada tres días más tarde. 